# تيار العذراء النجمي
تيار العذراء النجمي (بالإنجليزية: Virgo Stellar Stream)‏ ومعروف أيضا باسم Virgo Overdensity وهو الاسم المقترح لتيار نجمي يقع على بعد 30 سنة ضوئية في كوكبة العذراء تم اكتشافه في عام 2005. طبيعة هذة المنطقة ليست واضحة بعد ولكن يعتقد أن التيار عبارة عن بقايا ناتجة عن عملية اندماج مجرة كروية قزمة مع درب التبانة. وتعتبر أكبر مجرة مرئية من الأرض، من حيث المساحة التي تغطيها في السماء ليلا.
تم اكتشاف التيار من البيانات الضوئية لمسح سلووان الرقمي، والذي كان يستخدم لإنشاء خريطة ثلاثية الأبعاد لدرب التبانة وذلك باستخدام ألوان وسطوع نجوم ذات سمات مميزة لتقدير بعدها (وهي طريقة تعرف باسم «التزيح الفوتومتري»). قدم أول اقتراح حول وجود مجرة جديدة في العذراء في عام 2001 من البيانات التي تم الحصول عليها كجزء من مسح كويست، الذي استخدم مقراب شميدت 1.0 متر في مرصد لانو ديل هاتو الفلكي في فنزويلا للبحث عن نجوم (RR) القيثارة المتغيرة. تم العثور على خمسة في تجمع مطلعة المستقيم بالقرب من 12.4 ساعة، وتكهن علماء الفلك أن هذا التجمع كان جزءا من مجرة صغيرة يجري «تفكيكها» من قبل مجرة درب التبانة.
يغطي التيار أكثر من 100 درجة مربعة، وربما ما يصل إلى 1000 درجة مربعة (مرئي من حوالي 5٪ من نصف الكرة الأرضية في أي وقت من الأوقات، أو 5000 مرة ضعف مساحة القمر الكامل). وعلى الرغم من قربه من النظام الشمسي وبالتالي الزاوية المجسمة الكبيرة التي يغطيها، فإن التيار يحتوي فقط على بضع مئات الآلاف من النجوم. سطوع سطح المجرة المنخفض ربما حال دون اكتشافها من قبل مسح سلووان الرقمي للسماء. عدد النجوم في التيار لا يزيد كثيرا عن عنقود نجمي، وقد وصفها أحد أعضاء فريق الاكتشاف «بالمجرة المثيرة للشفقة»، بالمقارنة مع درب التبانة.